# Notiobiella africana
Notiobiella africana is een insect uit de familie van de bruine gaasvliegen (Hemerobiidae), die tot de orde netvleugeligen (Neuroptera) behoort. 
Notiobiella africana is voor het eerst wetenschappelijk beschreven door Navás in 1929.